# Ten stan
Ten stan (zapis stylizowany: ten Stan) – czwarty singel polskiej piosenkarki Sanah z jej drugiego albumu studyjnego, zatytułowanego Irenka. Singel został wydany w sierpniu 2021.
Kompozycja znalazła się na 1. miejscu listy AirPlay – Top, najczęściej odtwarzanych utworów w polskich rozgłośniach radiowych. Nagranie otrzymało w Polsce status podwójnie diamentowego singla, przekraczając liczbę 500 tysięcy sprzedanych kopii.

## Geneza utworu i historia wydania
Piosenka została napisana i skomponowana przez Zuzannę Jurczak, Magdalenę Wójcik, Thomasa Martina Leitheada-Docherty’ego i Edwarda Leitheada-Docherty’ego, którzy również odpowiadają za produkcję utworu.
Piosenka została umieszczona na drugim albumie studyjnym Sanah – Irenka.
Utwór znalazł się na kilkunastu polskich składankach m.in. Hity na czasie: Jesień 2021 (wydana 24 września 2021), Hity na czasie: Zima 2022 (wydana 3 grudnia 2021) i Bravo Hits: Love (wydana 27 maja 2022).

## „Ten stan” w stacjach radiowych
Nagranie było notowane na 1. miejscu w zestawieniu AirPlay – Top, najczęściej odtwarzanych utworów w polskich rozgłośniach radiowych.

## Wykorzystanie utworu
W sierpniu 2021 fragment kompozycji wykorzystany został w reklamie Polsat Plus – „Teraz ty rządzisz!”.

## Notowania
| Kraj   | Lista (2021)      | Najwyższa pozycja |
| ------ | ----------------- | ----------------- |
| Polska | AirPlay – Top     | 1                 |
| Polska | AirPlay – Nowości | 2                 |

| Kraj   | Lista (2021)  | Pozycja |
| ------ | ------------- | ------- |
| Polska | AirPlay – Top | 46      |

## Certyfikaty
| Kraj          | Certyfikat          | Sprzedaż |
| ------------- | ------------------- | -------- |
| Polska (ZPAV) | 2× diamentowa płyta | 500 000+ |

## Wyróżnienia
| Rok  | Konkurs                  | Kategoria                   | Rezultat    |
| ---- | ------------------------ | --------------------------- | ----------- |
| 2021 | Gorąca 100               | 100 największych hitów 2021 | 19. miejsce |
| 2021 | Przebój roku RMF FM 2021 | Przebój roku                | 25. miejsce |